# I Wanna Be the One
"I Wanna Be the One" (em português:  Eu Quero Ser o Único) é o primeiro single do álbum In My Eyes, lançado pelo cantor de freestyle Stevie B em 1988. Foi o primeiro single de Stevie B a entrar no Top 40 da Billboard Hot 100, alcançando a posição #32 em 1989.
Em 2009 Stevie B gravou uma nova versão da música com a participação do rapper Gabriel Antonio, incluida no álbum The Terminator.

## Faixas
7" Single
| N.º | Título                              | Duração |  |
| 1.  | "I Wanna Be the One" (Radio Mix)    | 4:54    |  |
| 2.  | "I Wanna Be the One" (Extended Mix) | 6:58    |  |

12" Single
| N.º | Título                              | Duração |  |
| 1.  | "I Wanna Be the One" (Radio Mix)    | 4:54    |  |
| 2.  | "I Wanna Be the One" (Extended Mix) | 6:58    |  |
| 3.  | "I Wanna Be the One" (Blissapella)  | 5:20    |  |
| 4.  | "I Wanna Be the One" (Percapella)   | 5:51    |  |

## Posições nas paradas musicais
| Parada musical (1989)                               | Melhor posição |
| --------------------------------------------------- | -------------- |
| Canadá - Canada RPM Dance/Urban                     | 3              |
| Estados Unidos - Billboard Hot 100                  | 32             |
| Estados Unidos - Hot Dance Music/Club Play          | 39             |
| Estados Unidos - Hot Dance Music/Maxi-Singles Sales | 12             |